# Антон Тіннергольм
Антон Тіннергольм (швед. Anton Tinnerholm, нар. 26 лютого 1991, Лінчепінг) — шведський футболіст, захисник клубу «Мальме».

## Клубна кар'єра
У дорослому футболі дебютував 2008 року виступами за команду клубу «Отвідабергс ФФ», в якій провів сім сезонів, взявши участь у 108 матчах чемпіонату. 
11 липня 2014 року приєднався до складу діючих чемпіонів Швеції, клубу «Мальме». Відразу став основним оборонцем команди і допоміг їй вибороти черговий чемпіонський титул в сезоні 2014 року.

## Виступи за збірну
2015 року дебютував в офіційних матчах у складі національної збірної Швеції. Наразі провів у формі головної команди країни 8 матчів.

## Титули і досягнення
- Чемпіон Швеції (4):

«Мальме»: 2014, 2016, 2017, 2023
- Володар Суперкубка Швеції (1):

«Мальме»: 2014